# Un fuego lento
Un fuego lento es la tercera novela publicada por la autora costarricense Jessica Clark Cohen. La novela fue publicada gracias a haber recibido una de las becas de Fomento a la Creación Literaria del Colegio de Costa Rica. Relata la vida de uno de los jinetes del Apocalipsis residiendo en Barrio Amón, San José.

## Sinopsis
Tras repetidas fallas en lograr el Armagedón a raíz de conflictos personales, uno de los cuatro jinetes del Apocalipsis se retira a vivir en Barrio Amón, una localidad de San José, Costa Rica. Poco después de diciembre del 2012 en que nuevamente fracasan en lograr el fin del mundo, los otros tres jinetes acuden a buscarlo. La presencia de los jinetes afecta el enterno, generando en los vecinos las sensaciones que ellos dominan; hambre, agresividad, locura, etc. Además la relación entre ellos, tras miles de años, se ha deteriorado mucho pues están cansados unos de otros. 